# Карабурун (полуостров в Албания)
Вижте пояснителната страница за други значения на Карабурун.
Карабурун (на албански: Gadishulli i Karaburunit) е най-големият полуостров в Албания, национален парк и военна зона, ненаселен. 
Дължината му е 16 km, ширината между 3 – 4,5 km, а площта – 62 km². Административно е част от окръг Вльора, и е мястото където се срещат Адриатическо море и Йонийско море. Полуостровът е част от националния морски парк Карабурун-Сазани. На 5 км на север от полуострова е остров Сазани, който е най-западната точка на Албания.
Най-високата точка на полуострова е планината Корета (826 m).
При ясно време от върха на Корета, през отрантския проток, се вижда италианския полуостров Салентина – с град Отранто.